# Karabin maszynowy Vektor MG4
Vektor MG4 – jest karabinem maszynowym produkowanym na bazie Browninga M1919A4. Modyfikacje w stosunku do pierwowzoru obejmowały zmianę amunicji (nabój .30-06 Springfield zastąpiono 7,62 mm NATO) oraz przebudowę mechanizmów wewnętrznych dzięki której MG4 strzela z zamka otwartego. Producentem jest Lyttleton Ingenieurswerke (LIW)w Pretoria w Południowej Afryce. Opracowano kilka wersji tej broni, z których najczęściej spotykanymi są czkm MG4CA montowany jako broń sprzężona z armatą wozach bojowych Ratel-20 i Rooikat, oraz montowany na wieżach pojazdów pancernych przeciwlotniczy MG4AA.